# Elena Pinilla Cienfuegos
Elena Pinilla Cienfuegos (Badajoz) es una física española especializada en nanotecnología molecular. Desde 2016, es investigadora del Centro de Tecnología Nanofotónica de Valencia, de la Universidad Politécnica de Valencia, y, desde 2019, es vicepresidenta de la Real Sociedad Española de Física.

## Trayectoria
Pinilla se licenció en Física por la Universidad Complutense de Madrid (UCM) en 2004. Luego, en 2009 obtuvo el Master universitario en Nanociencia y Nanotecnología Molecular y, en 2014, el doctorado en Nanociencia y Nanotecnología, ambos del Instituto de Ciencia Molecular (ICMol) de la Universitat de València. Su tesis de doctorado se tituló Characterization and processability of molecular-based nanoparticles and 2D crystals by scanning probe microscopy (Caracterización y procesabilidad de nanopartículas de base molecular y cristales 2D mediante microscopía de sonda de barrido) y fue dirigida por Alicia Forment Aliaga y Eugenio Coronado. Antes de iniciar su carrera de investigadora trabajó en el sector privado, en la empresa Nanotec Electrónica.
Además, trabaja en la visibilización de referentes de mujeres científicas formando parte del Grupo Especializado de Mujeres en Física, la Asociación de Mujeres Investigadoras y Tecnólogas, la Sociedad Española de Óptica en el área de Mujer, Óptica y Fotónica y como experta en la iniciativa Girls4STEM de la Universidad Politécnica de Valencia.
Como divulgadora científica, es responsable de la sección Hemos leído que... en la Revista española de física de la Real Sociedad Española de Física. Ha participado en eventos de divulgación, como una charla TEDx sobre Nanofotónica, el evento Pint of Science, el festival OGMIOS que organiza la Federación valenciana de divulgación científica y del que se ha convertido en coordinadora, y, en 2019, fue seleccionada para participar en la tercera edición de #MujeresDivulgadoras: ciencia con voz de mujer.
Desde 2020, Pinilla trabaja en el diseño, caracterización y fabricación de dispositivos nanofotónicos integrados con nuevos nanomateriales, para hacerlos más pequeños, robustos, eficientes y respetuosos con el medio ambiente.

## Obra
- 2014 - Characterization and Processability of Molecular-based Magnetic Nanoparticles and 2D Crystals by Scanning Probe Microscopy.[16]

## Reconocimientos
Pinilla inventó junto a Eugenio Coronado y Efrén Adolfo Navarro Moratalla la patente Método y sistema de exfoliación micromecánica por vía seca de materiales laminares bidimensionales, por la que fueron galardonados con el Premio Valencia Idea 2013, en la categoría de Energía y medio ambiente, un certamen dirigido a jóvenes emprendedores de entre 18 y 35 años.
Por su trabajo, Pinilla también fue galardonada en 2019 en los Premios Muy jóvenes científicas en la categoría de Nanotecnología. Estos premios los otorga la revista Muy Interesante con el objetivo de dar visibilidad y reconocer el trabajo de jóvenes científicas españolas menores de 45 años.